# Edith Olumide Agoye
Edith Olumide Alumeida Agoye, teilweise in Statistiken als Edith Agoye oder Olumide Agoye geführt, (* 19. Januar 1976) ist ein ehemaliger nigerianischer Fußballspieler, der mittlerweile als Trainer tätig ist.

## Sportlicher Werdegang
Agoye begann seine Karriere beim Shooting Stars FC, parallel studierte er an der University of Ibadan. 1996 wechselte er nach Europa und schloss sich dem Schweizer Klub FC Schaffhausen an. In der Nationalliga B wusste er auf Anhieb zu überzeugen und erreichte mit der Mannschaft als Vizemeister der Spielzeit 1996/97 die Aufstiegsrunde zur Nationalliga A, in der als Tabellenletzter jedoch die Erstligarückkehr verpasst wurde. Im Sommer 1997 ging er nach Deutschland, wo er fortan bei Rot-Weiß Oberhausen in der drittklassigen Regionalliga unter Vertrag stand. Mit dem Klub stieg er 1998 in die 2. Bundesliga auf, kam dabei aber unter Trainer Aleksandar Ristić nur zu sechs Einsätzen am Saisonanfang, ehe er zeitweise nicht einmal mehr den Sprung in den Spieltagskader schaffte. 
Im Januar 1999 wechselte Agoye zu Espérance Tunis, ehe er im Sommer 2001 nach Europa zurückkehrte und für den österreichischen Klub SV Braunau in der zweithöchsten Spielklasse auflief. Der Klub meldete jedoch Anfang 2002 Insolvenz an, woraufhin er zum Shooting Stars FC zurückkehrte. Später lief er für den FC Bnei Sachnin und Maccabi Herzlia im israelischen Profifußball auf, ab 2007 war er wieder in Nigeria aktiv. Dort spielte er für den Julius Berger FC, den FC Enyimba und bis zum Ende seiner Karriere erneut Shooting Stars FC.
Später gehörte Agoye als Assistent dem Trainerteam des Shooting Stars FC an, zu dessen Cheftrainer er aufstieg. 2018 gewann er mit dem Klub den Regionalpokal. Im Sommer 2019 trat er von seinem Amt zurück, da er mit der mittlerweile zweitklassig antretender Mannschaft den Aufstieg in die Nigeria Professional Football League verpasst hatte. Später kehrte er jedoch zurück, verpasste aber mit dem Klub aufgrund des vorzeitigen Abbruchs der Meisterschaft vor dem Hintergrund der globalen COVID-19-Pandemie erneut den Aufstieg.